# Boyzone
Boyzone er et irsk boyband, der blev skabt i 1993 af talentmanageren Louis Walsh. Allerede før de havde indspille tnoget materiale optrådte Boyzone i RTÉ's The Late Late Show. Dets mest succesfulde sammensætning bestod af Keith Duffy, Stephen Gately, Mikey Graham, Ronan Keating og Shane Lynch. I 2018 havde Boyzone udgivet syv studiealbums og ni opsamlingsalbums.
I 2012 afslørede Official Charts Company kunstnerne bag deres bedst sælgende singler, hvor Boyzone var placeret som nummer 29 og var det næstmest succesfulde boyband i Storbritanien efter Take That. Ifølge British Phonographic Industry (BPI) har Boyzone et certificeret salg på 6,3 millioner albums og 8,2 millioner singler i Storbritannien, med 25 millioner solgt albums i 2013 på verdensplan. Boyzone har haft seks singler på førstepladsen af UK Singles Chart og ni på Irish Singles Chart. Af de 24 singler som de udgav i Storbritannien nåede de 21 ind i top 40 (inklusive 19 i top 10 og 12 i top 2) i Storbritannien og 22 singler (inklusive 19 i top 5) i Irland. De har haft fem album som nummer 1 i Storbritannien.
Boyzone gik i opløsning i 1999, men lavede et comeback i 2007, oprindeligt med intentionen om blot at turnere. Gately døde d. 10. oktober 2009 af en medført hjertefejl, mens han var på ferie på den spanske ø Mallorca. Boyzone tog på turné igen i 2018 for at fejre deres 25-års jubilæum. Der blev også udgivet et album for at fejre d. 16. november 2018. Den. 28. april 2018 blev det annonceret at bandet igen var gået i opløsning efter deres jubilæumsfejring, der sluttede i 2019.

## Diskografi

### Studiealbum
- Said and Done (1994)
- A Different Beat (1996)
- Where We Belong (1998)
- Brother (2010)
- BZ20 (2013)
- Dublin to Detroit (2014)
- Thank You & Goodnight (2018)

### Opsamlingsalbum
- By Request (1999)
- Ballads: The Love Song Collection (2003)
- Back Again...No Matter What (2008)
- Love Me for a Reason – The Collection (2014)
- Dublin to Detroit (2014)